# Sam Fox extrém kalandjai
A Sam Fox extrém kalandjai (eredeti cím: Sam Fox: Extreme Adventures) ausztrál televíziós filmsorozat, amelyet a SLR Productions készített. Ausztráliában 2014. július 20-ától az Eleven és a Cartoon Network vetíti, Magyarországon pedig 2014. november 26-ától a Megamax sugározza.

## Ismertető
A történet főhőse, Sam Fox, aki úgy vonzza a bajokat, mint egy mágnes. Szembeszáll a vadonnal az óceán partjától az őserdő legbelsőbb részéig, amíg ragadozó cápák, emberrel táplálkozó leopárdok, rettentő tornádók, tüzet hányó vulkánok, életveszélyes skorpiók, hatalmas anakondák és még rengeteg sok veszélyes helyzetek leselkednek rá.

## Szereplők
| Szereplő               | Színész            | Magyar hang     | Leírás |
| ---------------------- | ------------------ | --------------- | ------ |
| Sam Fox                | Remy Brand         | Ungvári Gergely |        |
| Rikki McGrath          | Stanley Browning   | Czető Ádám      |        |
| Josie Brown            | Emily Bagg         | Pekár Adrienn   |        |
| Emma Fernley Granger   | Mavournee Hazel    | Szabó Zselyke   |        |
| Harry Fox, Sam öccse   | Harry Russell      | Nagy Gereben    |        |
| Jordan Fox, Sam öccse  | Angus Russell      | Ács Balázs      |        |
| April Fox, Sam nővére  | Luca Asta Sardelis | Károlyi Lili    |        |
| Nathan Fox, Sam bátyja | Andrew Lindqvist   | Renácz Zoltán   |        |
| Kingston Fox, Sam apja | Charles Mayer      |                 |        |
| Laura Fox, Sam anyja   | Tiffany Knight     | Kökényessy Ági  |        |

## Epizódok
| #   | Magyar cím              | Eredeti cím | Magyar premier | Eredeti premier |
| --- | ----------------------- | ----------- | -------------- | --------------- |
| 1.  | Zárba csali             |             |                |                 |
| 2.  | Anakonda akció          |             |                |                 |
| 3.  | Komodói kalamajka       |             |                |                 |
| 4.  | Macska majré            |             |                |                 |
| 5.  | Kígyó kergetés          |             |                |                 |
| 6.  | Ember, kontra, emberevő |             |                |                 |
| 7.  | Csattanás csapda        |             |                |                 |
| 8.  | Falánk falka            |             |                |                 |
| 9.  | Láva futam              |             |                |                 |
| 10. | Elefánt futam           |             |                |                 |
| 11. | ?                       |             |                |                 |
| 12. | ?                       |             |                |                 |
| 13. | Aligátor mocsár         |             |                |                 |
| 14. | ?                       |             |                |                 |
| 15. | Perpatvar a pincében    |             |                |                 |
| 16. | Kék méreg               |             |                |                 |
| 17. | A dühös orrszarvú       |             |                |                 |
| 18. | Cikkcakk és kátyó       |             |                |                 |
| 19. | ?                       |             |                |                 |
| 20. | ?                       |             |                |                 |
| 21. | Erre csörög a kígyó     |             |                |                 |
| 22. | ?                       |             |                |                 |
| 23. | ?                       |             |                |                 |
| 24. | ?                       |             |                |                 |
| 25. | ?                       |             |                |                 |
| 26. | ?                       |             |                |                 |